# 多协议标签交换
多协议标签交换（英語：Multi-Protocol Label Switching，縮寫為MPLS）是一種电信网络上利用標籤引導資料進行傳輸的路由技術。相較於傳統上利用網路地址來決定下一個節點，MPLS 則使資料沿著預定的路徑傳送，因此能減少在路由器上所花費的時間。多协议意指 MPLS 支援多種網路協定，並且也支援多種網路第二層的協定。
它的价值在于能够在一个无连接的网络中引入连接模式的特性；其主要优点是减少了网络复杂性，兼容现有各种主流网络技术，能降低网络成本，在提供IP业务时能确保QoS和安全性，具有流量工程能力。此外，MPLS能解决VPN扩展问题和维护成本问题。
MPLS属于第三代网络架构，是新一代的IP高速骨干网络交换标准，由IETF所提出，由Cisco、ASCEND、3Com等网络设备大厂所主导。
采用MPLS的数据包只须在OSI第二层（数据链结层）执行硬件式交换（取代第三层（网络层）软件式路由），它整合了IP选径与第二层标记交换为单一的系统，因此可以解决Internet路由的问题，使数据包传送的延迟时间减短，增加网络传输的速度，更适合多媒体讯息的传送。因此，MPLS最大技术特色为可以指定数据包传送的先后顺序。MPLS使用标记交换（Label Switching），网络路由器只需要判别标记后即可进行转送处理。

## 产生的背景
因特网迅猛发展对IP的承载网提出各种挑战，比如路由问题、QoS保障问题等。网络的发展正向宽带化、智能化和一体化的方向发展。未来的业务以突发性数据业务为主，ATM对其显得效率不足，传输和交换成本较高，而IP又显得能力不足。各种IP与ATM融合的技术如LANE, IPOA, TAG SWITCH等只能解决局部问题。

## 发展历史
- 1996年，Ipsilon公司提出的一种专门在ATM网上传送IP分组的技术：IP Switching；Toshiba: cell switching router;
- 1996年，Cisco: Tag Switching;IBM: Aggregate Route-based IP Switching;
- 1997年，IETF: MPLS(Multiprotocol Label Switching)

## 工作原理
当一个未被标记的分组（IP包、帧中继或ATM信元）到达MPLS LER时，入口 LER根据输入分组头查找路由表以确定通向目的地的标记交换路径LSP，把查找到的对应LSP的标记插入到分组头中，完成端到端IP地址与MPLS标记的映射。
分组头与label的映射规则不但考虑数据流目的地的信息，还考虑了有关QoS的信息；在以后网络中的转发，MPLS LSR就只根据数据流所携带的标签进行转发。

## 技术特点
- MPLS简化了分组的转发

基于定长短标签定完全匹配，MPLS易制造高速路由器。
- MPLS支持有效的显式路由（explicit routing）

显式路由在网络负荷调节，保证QoS要求等方面起着重要作用；传统IP网络中，每个分组头都携带显式路由是不可能的；MPLS只是在LSP建立时使用吗、，MPLS显式路由可行。
- MPLS有利于实现流量工程（Traffic Engineering）
- MPLS支持QoS选路

QoS选路是指对特定的数据流，按其QoS要求来为它选择路由的方法。
- 从IP分组到转发等价类的映射

MPLS只需要在其域的入口进行一次从IP分组到FEC的映射，使得IP分组到FEC的复杂转换得以简化。
- MPLS支持多网络功能划分

MPLS引入了标记粒度的概念，使其能分层地将处理功能划分给不同的网络单元，让靠近用户的网络边缘节点承担更多的工作；与此同时，核心网络则尽可能地简单。
- MPLS实现了用户不同服务级别要求的单一转发规范
- MPLS提高了网络扩展性

## Ethernet over MPLS
隨著乙太網路的不斷發展，乙太網路的性能、價格與ATM和其他的網路相比，具有巨大的優勢。純的乙太網路具有以下的不足：VLAN空間限制，沒有端點到端點的頻寬預留機制，沒有流量工程。
但是在和MPLS結合以後，乙太網路搖身一變，變成了面向連接的網路，有流量控制、有QoS保證、支持低延遲服務的網路。從而MPLS乙太網路受到了電信運營商的青睞，被大規模的部署在都會網路中，並正在向骨幹網路滲透。
MPLS在乙太網路中的實現分為L2和L3兩種，層次結構如下：
| L2 | 物理層 | 乙太網路頭   | MPLS頭 | IP頭         |      |
| L3 | 物理層 | 乙太網路傳輸 | MPLS頭 | 乙太網路服務 | IP頭 |

## 术语解释
转发等效类（Forwarding Equivalence Class,FEC）是一系列具有某些共性的数据流集合(目的地相同、使用的转发路径相同、具有相同的服务等级等)，这些数据在转发的过程中被LSR以相同的方式进行处理;
标记（Tag或Label）简短的、长度固定的、具有本地意义的标识符，用以表征转发等价类（FEC）。
边缘标记交换路由器（LER： Label Edge Router）根据LSP等因素给分组加标签的路由器。
标记交换路由器（LSR：Label Switched Router）具有标记交换能力的路由器，它是标记交换的基本构成单元。
数据流（stream）沿着同一路径、属于同一FEC的一组包被视为一个数据流。
业务流（flow）一个应用到应用的数据流称为业务流。
上游（upstream）和下游（downstream）“上游”和“下游”是根据数据流的流向而定的。
转发信息库（FIB）FIB用于存放下一跳的相关信息。
流分类在业务流进入LSR时首先需要进行分类，也就是将业务流划分为不同的FEC。
标记交换的封装标记交换是一种支持多协议的技术，它可以在多种链路协议上运行。
流量工程（Traffic Engineering）根据用户数据业务量及当前网络状态选择数据传输路径的过程，主要用来平衡网络中的负荷；
标签分发协议（LDP：Label Distribution Protocol ）控制LSR之间交换标签与FEC绑定消息，协调LSR之间工作的一系列规程。主要功能：让LSR实现FEC与标签的绑定，并将这种绑定通知给相邻的LSR，使各LSR对收到的标签绑定达成共识。
标签堆栈MPLS中分组可以携带多个标签，这些标签在分组中以“堆栈”的形式存在，对标签堆栈的操作按照“后进先出”的原则。决定如何转发分组的标签始终是栈顶标签。

## 重要应用
MPLS VPN是一种基于MPLS技术的IP-VPN，根据PE（Provider Edge）设备是否参与VPN路由处理又细分为二层VPN和三层VPN。